# Ian Kinsler
Ian Michael Kinsler (nascido em 22 de junho de 1982) é um jogador profissional de beisebol que atua como segunda base pelo Boston Red Sox da Major League Baseball (MLB). Anteriormente jogou pelo Texas Rangers,  Detroit Tigers e  Los Angeles Angels.
Apesar de ter sido escolhido apenas na 17ª rodada do draft, Kinsler se tornou uma estrela já convocada quatro vezes para o All Star Game, e membro da lista da Sporting News' de 2009, como um dos 50 maiores jogadores da atualidade no beisebol. Ele é conhecido como um jogador completo, rebatendo com boa média e força, excelente corredor, arremessador e campista
Kinsler já conseguiu por duas vezes rebater 30 home runs e roubar 30 bases na mesma temporada (2009 and 2011), e é um dos 12 jogadores na história das grandes ligas a ter múltiplas temporadas no clube 30-30. Em 2011, também se juntou ao clube 20-20 pela terceira vez. Ele rebateu pelo ciclo em 15 de abril de 2009, além de conseguir seis rebatidas neste mesmo jogo em cada uma de suas vezes ao bastão.